# 朝日なな
朝日 なな（あさひ なな、1985年1月20日 - ）は、日本のAV女優。

## 略歴
2007年に『NEW☆MODEL』でAVデビュー。
趣味はピアノ、特技はマッサージ。

## 作品

### アダルトビデオ
単体作品
- NEW☆MODEL 朝日なな（2007年5月25日、kira☆kira）
- NEW☆DIGIMO 朝日なな（2007年6月25日、kira☆kira）
- Can College 03 なな20才神奈川県○○大学 （2007年8月1日、プレステージ）
- WATER POLE 32 NANA  （2007年8月1日、プレステージ）
- 萌えあがる募集若妻 淫らに狂い出す身売り若妻 77 ななさん （2007年8月21日、プレステージ）
- 働くオンナ VOL.02 AV面接にきた、オフィス街の欲情OL NANA （2007年9月10日、プレステージ）
- 朝日なな モデギャルFUCK EDITION7 （2007年11月13日、グローリークエスト）

共演・オムニバス作品
- DOUBLE☆BITCH 朝日なな 南條あみ（2007年7月25日、kira☆kira）…共演：南條あみ
- プレステージ女祭り!百人斬り!!其の四 大奮発総集編八時間収録（2007年10月2日、プレステージ）他出演：高瀬七海、鮎川なお、朝倉みき、絢音ミミ、望月莉緒、夏川真希 他
- 美人OLのランチタイム オフィス街の肉欲交尾（2008年1月3日、グローリークエスト）…他出演:佐伯奈々、堀口奈津美、京野明日香

総集編
- kira☆kira BEST 2007上半期総集編（2007年10月25日、kira☆kira）…他出演:高瀬七海、成瀬貴美、春名えみ、椎名ちひろ、福永あや、愛葉悠 他
- kira☆kiraGALS☆10FUCK4時間（2007年11月25日、kira☆kira）他9名
- kira☆kiraGALS☆イカセ大乱交4時間（2008年1月25日、kira☆kira）他7名